# Terror en un poble de Texas
Terror en un poble de Texas (originalment en anglès, Terror in a Texas Town) és una pel·lícula de western estatunidenca de 1958 dirigida per Joseph H. Lewis i protagonitzada per Sterling Hayden, Nedrick Young i Sebastian Cabot. S'ha subtitulat al català.
El guió de Terror en un poble de Texas va ser escrit per Dalton Trumbo. A causa de la presència de Trumbo a la llista negra de Hollywood com un dels 10 de Hollywood, Ben Perry va ser citat inicialment com a guionista per tal d'encobrir Trumbo. Nedrick Young, que va contribuir al guió i va actuar a la pel·lícula, i Sterling Hayden també havien estat inclosos a la Llista Negra i a les investigacions sobre la influència comunista en la indústria cinematogràfica del House Un-American Activities Committee.
El director Lewis es va retirar quan el seu amic Young li va lliurar el guió, amb l'esperança de tornar-lo a incorporar al negoci del cinema. Emocionat pel guió, Lewis va acceptar fer-ho perquè no temia treballar amb artistes de la llista negra, ja que havia de ser la seva pel·lícula final. Va dirigir episodis de televisió durant diversos anys abans de retirar-se el 1966.

## Repartiment
- Sterling Hayden com a George Hansen
- Sebastian Cabot com a McNeil
- Carol Kelly com a Molly
- Eugene Mazzola com a Pepe Mirada
- Nedrick Young com a Johnny Crale
- Víctor Millán com a Jose Mirada
- Frank Ferguson com el diaca Matt Holmes
- Marilee Earle com a Mona Stacey